# 蘇薩谷

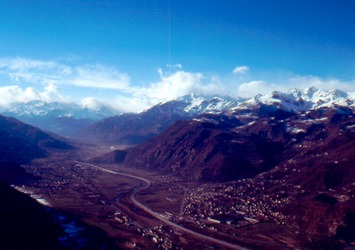

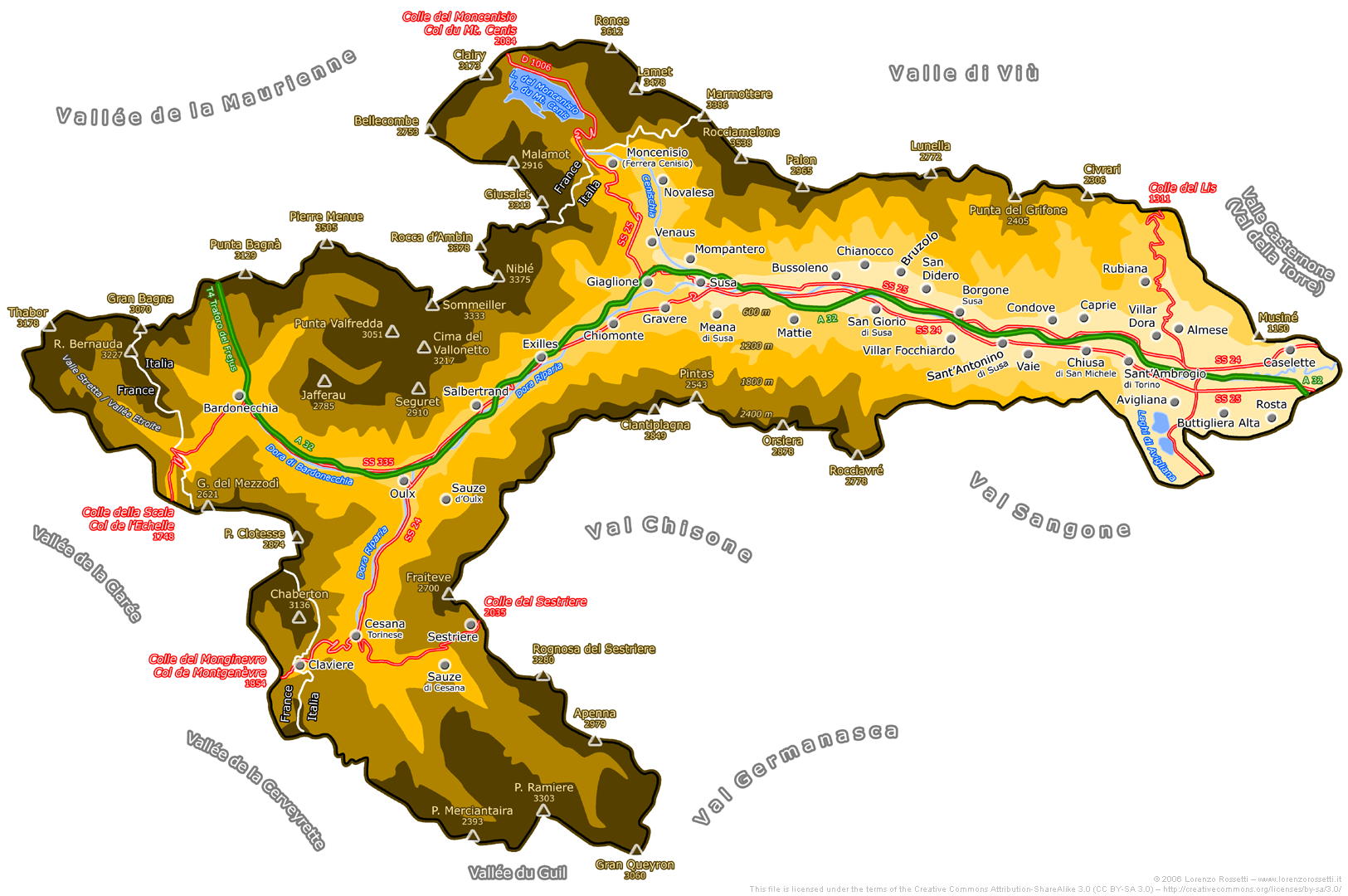

蘇薩谷（義大利語：Val di Susa）是位於北義大利的一個山谷。蘇薩谷位於格拉耶山和科蒂安山之間，全長約50（31英里）。